# Bergvogtei Thüringen
Die Bergvogtei Thüringen war eine sächsische bzw. ab 1815 eine preußische Bergbaubehörde, die ihren Sitz zuerst in Eisleben, dann in Sangerhausen und zuletzt in Halle (Saale) hatte.

## Geschichte
In den 1815 zur preußischen Provinz Sachsen geschlagenen Gebietsteilen in Nordthüringen hatte der sächsische Staat über den im Wesentlichen mit der Verwaltung einzelner Bergbauunternehmungen oder kleinerer Reviere befassten Bergämtern ein hierarchisch gestuftes System von Bergaufsichtsbehörden entwickelt, dessen Anfänge bis in die ersten Jahrzehnte des 16. Jahrhunderts zurückreichen.
Bereits 1606 wurde mit der Gründung der Bergexpedition die Oberaufsicht über das Berg- und Hüttenwesen im Kurfürstentum Sachsen verselbständigt. 1661 wurde ein Bergratskollegium geschaffen, das sich im 18. Jahrhundert zum Bergkollegium und damit zu einem der drei Strukturteile der auf ökonomischem und finanziellem Gebiet entscheidenden Zentralbehörde Kursachsens, dem Geheimen Finanzkollegium in Dresden, entwickelte. Darunter stand in Freiberg auf spätmittelalterlichen Vorgängern fußend, als Mittelbehörde für den gesamten kursächsischen Bergbau das dortige Oberbergamt, das diese Bezeichnung seit 1657 bzw. 1708 führte und an dessen Spitze seit 1670 ein Oberberghauptmann stand.
Dem Oberbergamt Freiberg nachgeordnet waren als Unterbehörden die Bergämter, wie sie sich unter anderem für den kursächsischen Anteil der Grafschaft Henneberg in Suhl und für den Neustädter Kreis in Kamsdorf herausbildeten.
Für den Thüringischen Kreis lässt sich als besondere Bergbehörde die Bergvogtei Thüringen unter diese Bezeichnung bis 1675 bzw. die in mancher Hinsicht als Vorgängerbehörde anzusehende Bergvogtei Sangerhausen sogar bis 1571 zurückverfolgen. Sie war vornehmlich zur Verwaltung des Bergregals und der Erhebung des Bergzehnts eingesetzt und anfangs noch eng an das Oberbergamt Freiberg gebunden.
Nach der 1717 erfolgten Verlegung des Behördensitzes nach Eisleben entwickelte sich eine ähnliche Verbindung mit dem Amt des Oberbergvogts der Grafschaft Mansfeld in Eisleben. 1793 wurde die Bergvogtei Thüringen nach Sangerhausen zurückverlegt und gleichzeitig mit dem dortigen Oberzehntamt vereinigt. Einige sachliche Beziehungen bestanden auch zum Oberzehntamt in Stolberg (Harz) und zum dortigen gräflich-stolbergischen Gemeinschaftsbergamt. Der Bergvogtei Thüringen nachgeordnet waren die gewerkschaftlichen Bergämter in Sangerhausen und in Bottendorf.
Die Zuständigkeit der Bergvogtei Thüringen ging insofern über den eigentlichen Thüringischen Kreis hinaus, als das Bergregal in den Stolberger Grafschaften zur Hälfte kursächsisch war und die Bergrechte in allen Teilen der Grafschaft Mansfeld auch nach den Erbteilungen und Sequestrationsverfahren des 16. Jahrhunderts unter sächsischer Hoheit geblieben waren. Der Bergvogt war gleichzeitig auch Beisitzer im stolberg-wernigerödischen Bergamt Wickerode.
Nach der Angliederung an das Königreich Preußen 1815 wurde die Bergvogtei Thüringen zunächst durch Hinzunahme des Eichsfeldes, des Gebietes um Erfurt und der Grafschaft Hohenstein vergrößert. Ihr Zuständigkeitsbereich umfasste damit den gesamten Regierungsbezirk Erfurt mit Ausnahme des Sprengels der Bergämter Suhl und (Groß) Kamsdorf bzw. deren Nachfolgebehörde, des 1819 gebildeten Henneberg-Neustädtischen Bergamts in Suhl, das 1838 nach Kamsdorf verlegt und 1853 aufgelöst wurde.
Nachdem ihre Verwaltung für kurze Zeit mit dem Justizamt Sangerhausen verbunden war, wurde die Bergvogtei Thüringen bereits im Dezember 1815 dem Oberbergamt Halle unterstellt und 1816 auch nach Halle verlegt, schließlich jedoch mit Wirkung vom 1. Januar 1827 aufgelöst. Die Abwicklung zog sich noch bis März 1827 hin.

## Personen
- Christoph Mummenthey († 1721), 1700–1721 Bergvogt für die sächsischen Bergwerke in Sangerhausen und Bottendorf
- Johann Aretin August Eggert, 1816–1827 Bergvogt in Thüringen (interimistisch)